# Anthony Hopkins
Philip Anthony Hopkins, (født 31. december 1937) bedre kendt som Anthony Hopkins, er en teater- og filmskuespiller fra Wales. Han modtog i 1991 en Oscar for bedste mandlige hovedrolle for sin præstation i filmen Ondskabens øjne (The Silence of the Lambs). Igen i 2021- i en alder af 83 år, vandt han en Oscar for bedste mandlige hovedrolle for The Father.
En anden stor præstation – hvorfor han modtog en Golden Globe i 1994 – ydede han i Resten af dagen (The Remains of the Day).  

## Privat
Hopkins berettede i et interview i 2017 at han er diagnosticeret med Aspergers syndrom.

## Filmografi

### Film
| År   | Titel                                   | Rolle                         | Noter                      | Refs.         |
| ---- | --------------------------------------- | ----------------------------- | -------------------------- | ------------- |
| 1967 | The White Bus                           | Brechtian                     | Short film                 | [ 2 ]         |
| 1968 | The Lion in Winter                      | Richard                       |                            | [ 3 ]         |
| 1969 | Hamlet                                  | Claudius                      |                            | [ 4 ]         |
| 1970 | The Looking Glass War                   | Avery                         |                            | [ 5 ]         |
| 1971 | When Eight Bells Toll                   | Philip Calvert                |                            | [ 6 ]         |
| 1972 | Young Winston                           | David Lloyd George            |                            | [ 7 ]         |
| 1973 | A Doll's House                          | Torvald Helmer                |                            | [ 8 ]         |
| 1974 | The Girl from Petrovka                  | Kostya                        |                            | [ 9 ]         |
| 1974 | Juggernaut                              | Supt. John McCleod            |                            | [ 10 ]        |
| 1977 | A Bridge Too Far                        | Lieutenant Colonel Frost      |                            | [ 11 ]        |
| 1977 | Audrey Rose                             | Elliot Hoover                 |                            | [ 12 ]        |
| 1978 | Magic                                   | Corky / Voice of Fats         |                            | [ 13 ]        |
| 1978 | International Velvet                    | Captain Johnson               |                            | [ 14 ]        |
| 1980 | Elefantmanden                           | Frederick Treves              |                            | [ 15 ]        |
| 1980 | A Change of Seasons                     | Adam Evans                    |                            | [ 16 ]        |
| 1984 | The Bounty                              | Lt. William Bligh             |                            | [ 17 ]        |
| 1985 | The Good Father                         | Bill Hooper                   |                            | [ 18 ]        |
| 1987 | 84 Charing Cross Road                   | Frank Doel                    |                            | [ 19 ]        |
| 1988 | The Dawning                             | Maj. Angus "Cassuis" Barry    |                            | [ 20 ]        |
| 1989 | A Chorus of Disapproval                 | Dafydd Ap Llewellyn           |                            | [ 21 ]        |
| 1990 | Desperate Hours                         | Tim Cornell                   |                            | [ 22 ]        |
| 1990 | Dylan Thomas: Return Journey            | Introducer                    | Also director              | [ 23 ]        |
| 1991 | Ondskabens øjne                         | Dr. Hannibal Lecter           |                            | [ 24 ]        |
| 1992 | Freejack                                | Ian McCandless                |                            |               |
| 1992 | Spotswood                               | Errol Wallace                 |                            |               |
| 1992 | Howards End                             | Henry J. Wilcox               |                            |               |
| 1992 | Bram Stoker's Dracula                   | Professor Abraham Van Helsing |                            |               |
| 1992 | Chaplin                                 | George Hayden                 |                            |               |
| 1993 | The Trial                               | The Priest                    |                            |               |
| 1993 | The Innocent                            | Bob Glass                     |                            |               |
| 1993 | The Remains of the Day                  | James Stevens                 |                            |               |
| 1993 | Shadowlands                             | C. S. "Jack" Lewis            |                            |               |
| 1994 | The Road to Wellville                   | Dr. John Harvey Kellogg       |                            |               |
| 1994 | Legends of the Fall                     | Col. William Ludlow           |                            |               |
| 1995 | Nixon                                   | Richard Nixon                 |                            |               |
| 1996 | August                                  | Ieuan Davies                  | Also director              |               |
| 1996 | Surviving Picasso                       | Pablo Picasso                 |                            |               |
| 1997 | The Edge                                | Charles Morse                 |                            |               |
| 1997 | Amistad                                 | John Quincy Adams             |                            |               |
| 1998 | The Mask of Zorro                       | Don Diego de la Vega / Zorro  |                            |               |
| 1998 | Meet Joe Black                          | William Parrish               |                            |               |
| 1999 | Instinct                                | Dr. Ethan Powell              |                            |               |
| 1999 | Siegfried & Roy: The Magic Box          | Narrator                      |                            |               |
| 1999 | Titus                                   | Titus Andronicus              |                            |               |
| 2000 | Mission: Impossible 2                   | Commander Swanbeck            | Uncredited cameo           |               |
| 2000 | How the Grinch Stole Christmas          | The Narrator                  |                            |               |
| 2001 | Hannibal                                | Dr. Hannibal Lecter           |                            | [ 24 ]        |
| 2001 | Hearts in Atlantis                      | Ted Brautigan                 |                            |               |
| 2002 | Bad Company                             | Officer Gaylord Oakes         |                            |               |
| 2002 | Red Dragon                              | Dr. Hannibal Lecter           |                            | [ 25 ]        |
| 2003 | The Human Stain                         | Coleman Silk                  |                            |               |
| 2004 | Alexander                               | Ptolemy I Soter               |                            |               |
| 2005 | Proof                                   | Robert                        |                            |               |
| 2005 | The World's Fastest Indian              | Burt Munro                    |                            |               |
| 2006 | Bobby                                   | John                          | Also executive producer    |               |
| 2006 | All the King's Men                      | Judge Irwin                   |                            |               |
| 2007 | Shortcut to Happiness                   | Daniel Webster                |                            |               |
| 2007 | Slipstream                              | Felix Bonhoeffer              | Also director and writer   |               |
| 2007 | Fracture                                | Theodore "Ted" Crawford       |                            |               |
| 2007 | Beowulf                                 | Hrothgar                      | Motion capture             |               |
| 2008 | Where I Stand: The Hank Greenspun Story | Narrator                      | Documentary                |               |
| 2008 | Immutable Dream of Snow Lion            | N/A                           | Short film                 |               |
| 2009 | The City of Your Final Destination      | Adam Gund                     |                            |               |
| 2010 | The Wolfman                             | Sir John Talbot               |                            |               |
| 2010 | The Third Rule                          | Fabian Hogarth                | Short film                 |               |
| 2010 | You Will Meet a Tall Dark Stranger      | Alfie Shepridge               |                            |               |
| 2011 | The Rite                                | Father Lucas                  |                            |               |
| 2011 | Thor                                    | Odin                          |                            |               |
| 2011 | 360                                     | John                          |                            |               |
| 2012 | Hitchcock                               | Alfred Hitchcock              |                            |               |
| 2013 | RED 2                                   | Edward Bailey                 |                            |               |
| 2013 | Thor: The Dark World                    | Odin                          |                            |               |
| 2014 | Noah                                    | Metusalem                     |                            |               |
| 2015 | Kidnapping Freddy Heineken              | Freddy Heineken               |                            | [ 26 ]        |
| 2015 | Solace                                  | John Clancy                   | Also executive producer    | [ 27 ]        |
| 2015 | Blackway                                | Lester                        | Also producer              | [ 28 ]        |
| 2016 | Misconduct                              | Arthur Denning                |                            | [ 29 ]        |
| 2016 | Collide                                 | Hagen Kahl                    |                            | [ 30 ]        |
| 2017 | Transformers: The Last Knight           | Sir Edmund Burton             |                            | [ 31 ]        |
| 2017 | Thor: Ragnarok                          | Odin                          |                            | [ 32 ]        |
| 2019 | The Two Popes                           | Pave Benedikt 16.             |                            | [ 33 ]        |
| 2019 | Where Are You                           | Thomas Yorke                  |                            | [ 34 ] [ 35 ] |
| 2020 | The Father                              | Anthony Evans                 |                            | [ 36 ]        |
| 2020 | Elyse                                   | Dr. Philip Lewis              | Also producer and composer | [ 37 ] [ 38 ] |
| 2021 | The Virtuoso                            | The Mentor                    |                            | [ 39 ]        |
| 2021 | Zero Contact                            | Finley Hart                   |                            | [ 40 ]        |
| 2022 | Armageddon Time                         | Aaron Rabinowitz              |                            | [ 41 ]        |
| 2022 | The Son                                 | Anthony Miller                |                            | [ 42 ]        |
| 2023 | One Life                                | Nicholas Winton               |                            | [ 43 ]        |
| 2023 | Freud's Last Session                    | Sigmund Freud                 |                            | [ 44 ]        |
| 2023 | Rebel Moon – Part One: A Child of Fire  | Jimmy (voice)                 |                            | [ 45 ]        |
| 2024 | Rebel Moon – Part Two: The Scargiver    | Jimmy (voice)                 |                            |               |
| TBA  | Locked                                  |                               | Post-production            |               |
| TBA  | Eyes in the Trees                       | Dr. Addis                     | Post-production            |               |

Skabelon:Pending films key

### Tv
| År         | Titel                              | Rolle                        | Noter                                                         | Refs.         |
| ---------- | ---------------------------------- | ---------------------------- | ------------------------------------------------------------- | ------------- |
| 1965       | The Man in Room 17                 | Dr. Harding                  | Episode: "A Minor Operation"                                  |               |
| 1967       | A Flea in Her Ear                  | Etienne Plucheux             | Television film                                               |               |
| 1969       | Department S                       | Greg Halliday                | Episode: "A Small War of Nerves"                              |               |
| 1969       | ITV Sunday Night Drama             | Arnold                       | Episode: "A Walk Through the Forest"                          |               |
| 1970       | The Great Inimitable Mr. Dickens   | Charles Dickens              | Television film                                               |               |
| 1970       | Danton                             | Georges Danton               | Television film                                               |               |
| 1970       | Play of the Month                  | Astrov                       | Episode: "Uncle Vanya"                                        |               |
| 1970, 1974 | Play for Today                     | Bob / Alexander Tashkov      | 2 episodes                                                    |               |
| 1971       | Great Performances                 | Theo Gunge                   | Episode: "The Arcata Promise"                                 |               |
| 1972–1973  | War and Peace                      | Pierre Bezukhov              | 17 episodes                                                   |               |
| 1972       | Poet Game                          | Hugh Sanders                 | Television film                                               |               |
| 1973       | The Edwardians                     | David Lloyd George           | Television miniseries; episode "Lloyd George"                 |               |
| 1973       | Black and Blue                     | Hi                           | Episode: "The Middle-of-the-Road Roadshow for All the Family" |               |
| 1974       | QB VII                             | Dr. Adam Kelno               | 3 episodes                                                    |               |
| 1974       | Possessions                        | Dando                        | Television film                                               |               |
| 1975       | All Creatures Great and Small      | Siegfried Farnon             | Television film                                               |               |
| 1976       | Dark Victory                       | Dr. Michael Grant            | Television film                                               |               |
| 1976       | The Lindbergh Kidnapping Case      | Bruno Hauptmann              | Television film                                               |               |
| 1976       | Victory at Entebbe                 | Prime Minister Yitzhak Rabin | Television film                                               |               |
| 1979       | Mayflower: The Pilgrims' Adventure | Captain Christopher Jones    | Television film                                               |               |
| 1981       | The Bunker                         | Adolf Hitler                 | Television film                                               |               |
| 1981       | Peter and Paul                     | Paul of Tarsus               | Television film                                               |               |
| 1981       | Othello                            | Othello                      | Television film                                               |               |
| 1982       | The Hunchback of Notre Dame        | Quasimodo                    | Television film                                               |               |
| 1983       | A Married Man                      | John Strickland              | 4 episodes                                                    |               |
| 1984       | Strangers and Brothers             | Roger Quaife                 | 2 episodes                                                    |               |
| 1984       | Arch of Triumph                    | Dr. Ravic                    | Television film                                               |               |
| 1985       | Hollywood Wives                    | Neil Gray                    | 3 episodes                                                    |               |
| 1985       | Guilty Conscience                  | Arthur Jamison               | Television film                                               |               |
| 1985       | Mussolini and I                    | Count Galeazzo Ciano         | Television film                                               |               |
| 1987, 1993 | Screen Two                         | Guy Burgess / Unnamed role   | 2 episodes                                                    |               |
| 1988       | Across the Lake                    | Donald Campbell              | Television film                                               |               |
| 1988       | The Tenth Man                      | Jean Louis Chavel            | Television film                                               |               |
| 1989       | Heartland                          | Jack                         | The Play on One BBC series episode                            |               |
| 1989       | Great Expectations                 | Abel Magwitch                | 4 episodes                                                    |               |
| 1991       | One Man's War                      | Joel Filártiga               | Television film                                               |               |
| 1991       | To Be the Best                     | Jack Figg                    | Television film                                               |               |
| 1993       | Selected Exits                     | Gwyn Thomas                  | Television film                                               |               |
| 2007       | American Masters                   | Narrator                     | Episode: "Tony Bennett: The Music Never Ends"                 |               |
| 2015       | The Dresser                        | Sir                          | Television film                                               |               |
| 2016–2018  | Westworld                          | Dr. Robert Ford              | 17 episoder                                                   | [ 50 ]        |
| 2018       | King Lear                          | Lear                         | Television film                                               | [ 4 ]         |
| 2021       | Mythic Quest                       | Narrator                     | Episode: "Everlight"                                          |               |
| 2024       | Those About to Die                 | Vespasian                    | 10 episodes                                                   | [ 51 ] [ 52 ] |

Skabelon:Pending series key